# Nemoraea chrysophora
Nemoraea chrysophora là một loài ruồi trong họ Tachinidae.